# 70

## Події

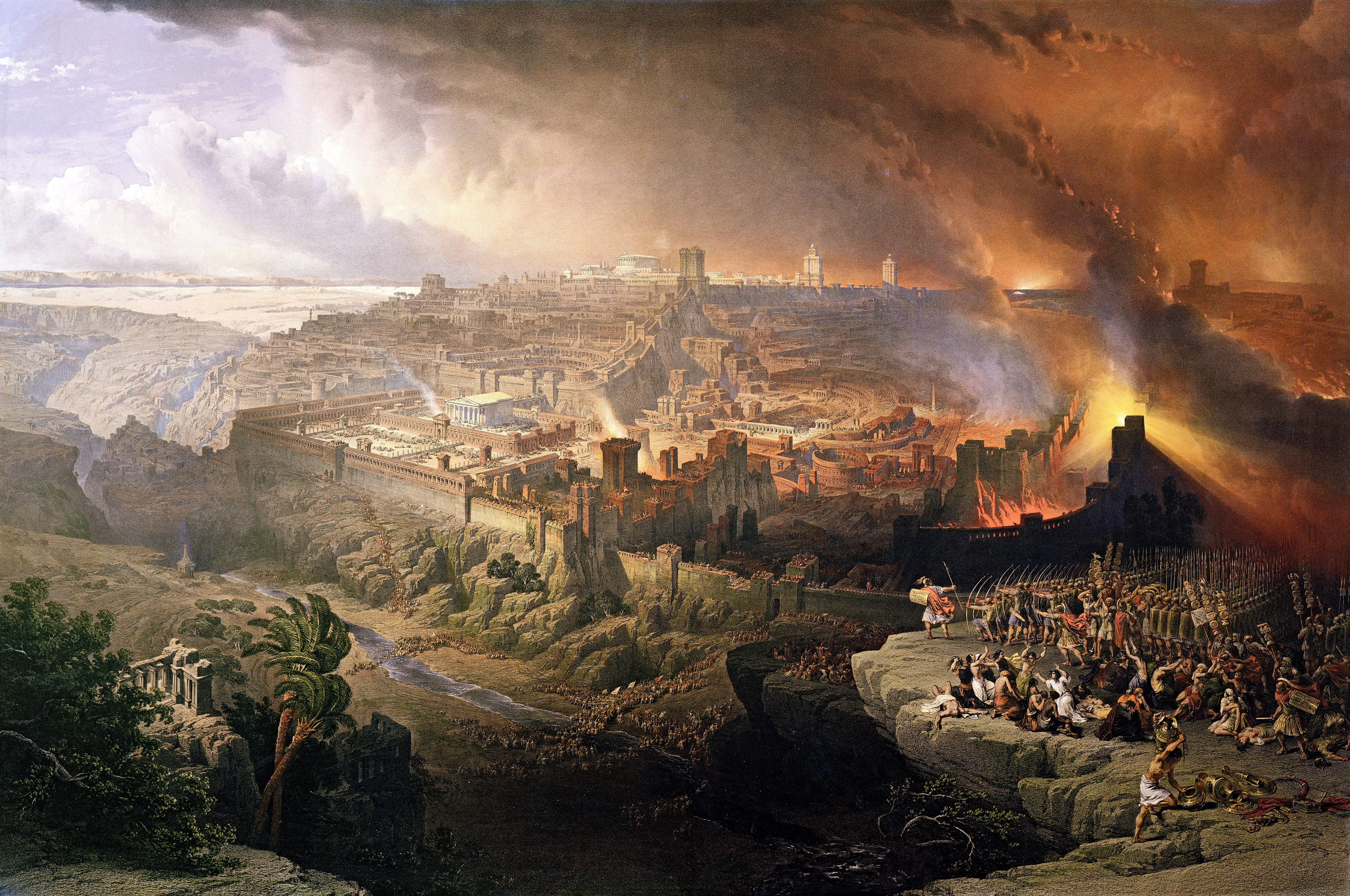
Осада Єрусалима (Девід Робертс, 1850)

- 14 квітня: римські війська Тита Флавія почали облогу Єрусалима.
- 8 вересня: римські війська Тита Флавія здобувають Єрусалим, знищують місто і Другий Єрусалимський храм.
- Придушення римлянами повстання кельтсько-германського племені треверів.
- Батави розбивають римське військо у каструмі Боннаю Лише через рік повстання придушене.

## Народились
- Менелай Александрійський — грецький математик і астрономом.
- Луцій Анней Флор — римський історик.

## Померли
- Вітеллій Германік — син й спадкоємець імператора Авла Вітеллія.
- Суйнін — 11-й Імператор Японії.
- Луцій Кальпурній Пізон — політичний діяч ранньої Римської імперії.
- Гай Фонтей Агріппа — державний та військовий діяч Римської імперії.
- Колумелла — письменник часів ранньої Римської імперії.